# Плоска (Бердичівський район)

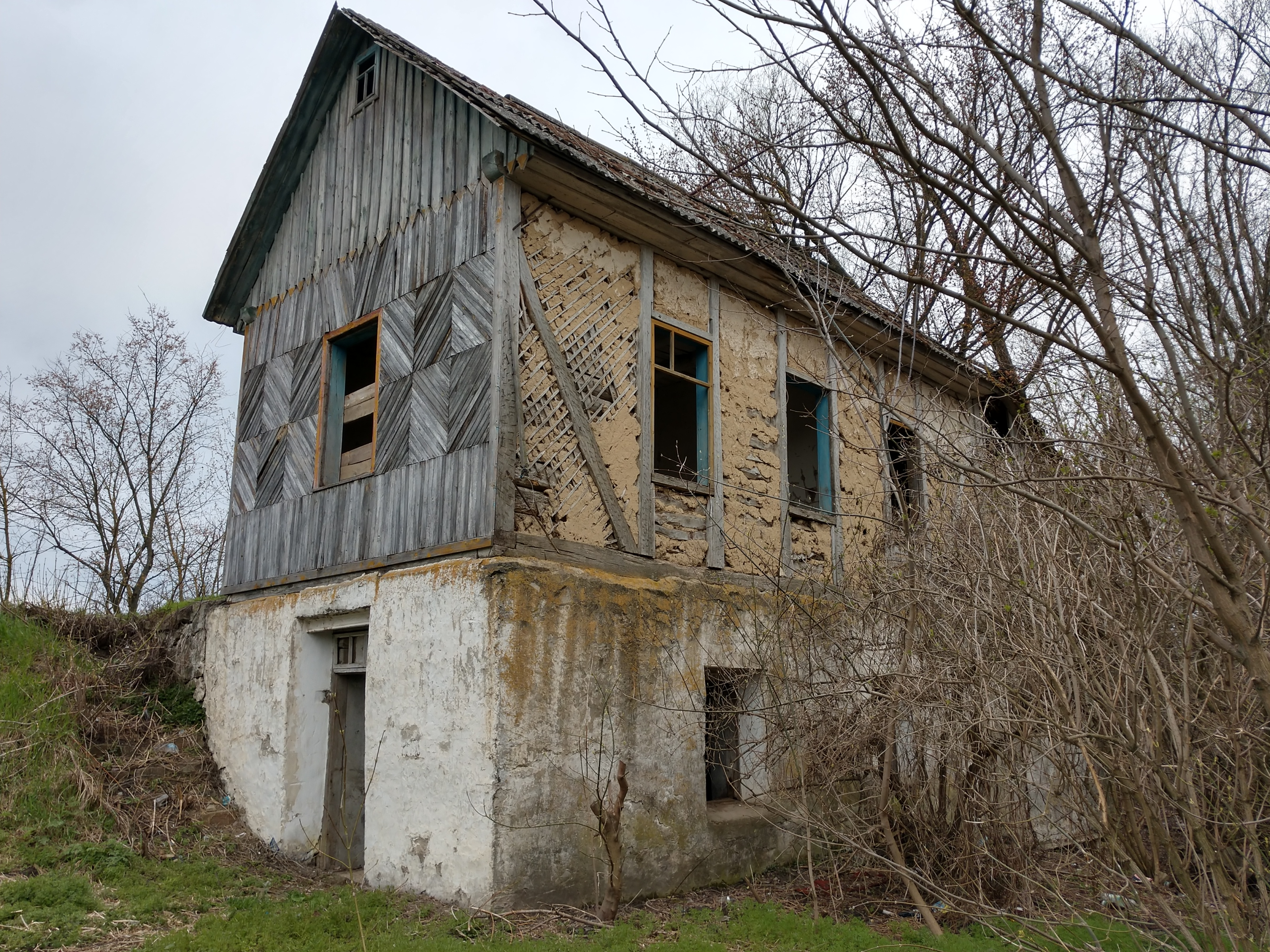
Колишній млин у селі Плоска

Пло́ска — село в Україні, у Ружинській селищній громаді Бердичівського району Житомирської області. Населення становить 562 осіб. Колишній орган місцевого самоврядування — Плосківська сільська рада.

## Населення

### Мова
Розподіл населення за рідною мовою за даними перепису 2001 року:
| Мова       | Кількість | Відсоток |
| ---------- | --------- | -------- |
| українська | 559       | 99.47 %  |
| російська  | 3         | 0.53 %   |
| Усього     | 562       | 100 %    |

## Географія
У селі струмок Безіменний впадає у річку Роставицю.